# Enrique Villanueva Cañadas
Enrique Villanueva Cañadas (Órgiva, Granada, 29 de enero de 1940-Granada, 8 de septiembre de 2021) fue un médico forense y catedrático español en la Universidad de Granada. Considerado como referente en la medicina forense en España, abrió la Medicina Legal moderna a otros campos como la Genética o la Toxicología médica. 

## Biografía
Nacido en la localidad granadina de Órgiva. Durante su infancia, en 1946, unos maquis secuestraron a su padre, médico de la localidad de Rubite, exigiendo para su rescate 46 000 pesetas. Su madre consiguió todo el dinero que pudo, pero no llegó a esa cifra. Pese a ello, su padre fue liberado.
Durante su juventud se desplazó a la capital granadina para cursar la licenciatura en Medicina y Cirugía, en la Universidad de Granada (1957-64), que obtuvo con premio extraordinario. En 1970 realizó el Doctorado, también con premio extraordinario.
Comenzó su actividad docente en la Facultad de Medicina de la universidad granadina en 1964, donde llegó a ser catedrático (1975) y decano (1981-1984).  

## Premios y distinciones
- Premio de la Real Academia de Medicina de Granada a la mejor Tesis Doctoral (1972).
- Premio Internacional a la Investigación Médico Legal Bucheri la Ferla (1996).
- Doctor honoris causa de la Universidad de Coimbra (2009).
- Cruz al Mérito de la Guardia Civil (2000).
- Premio Lecha Marzo de investigación, concedido por la Fundación Frontela de Medicina Legal y Ciencias Afines, por sus aportaciones al campo de la Tanatoquimia (1981).
- Cruz de Honor de San Raimundo de Peñafort, concedida por el Ministerio de Justicia (1980).
- Medalla de Oro de la International Academy of Legal Medicine (2012).

## Instituciones a las que perteneció
- Académico de Número y Presidente de la Real Academia de Medicina y Cirugía de Andalucía Oriental, Ceuta y Melilla (1996-2004)[2]
- Presidente de la Comisión Deontológica del Colegio de Médicos de Granada.
- Vocal de la Comisión Deontológica del Consejo Andaluz de Colegios Médicos.[4]
- Miembro de la Sociedad Andaluza de Sexología.
- Socio honorario de la Sociedad Italiana de Medicina Legal (1980)
- Miembro fundador de la Sociedad Mediterránea de Medicina Legal (1978)
- Miembro de Honor de la Sociedad de Medicina Legal, Toxicología y Criminología de Buenos Aires (1974)
- Fundador del Colegio Europeo para el Estudio de la Apreciación del Daño Corporal (1973)[5]
- Miembro de la Academia Internacional de Medicina Legal y de Medicina Social (1973)[5]
- Miembro de la Sociedad de Medicina Legal y Criminología de Francia (1966)[5]
- Presidente de la International Academy of Legal Medicine (1992-1995).